# 胃灼熱
胃灼熱又称烧心（heartburn）、酸性消化不良（acid indigestion），是在中胸部、中上腹部、胸骨或剑突後產生的烧灼样不适或疼痛。疼痛往往源於胸部且可放射到頸部，喉部，或下頜角，進食、晚上或躺下或彎腰時，疼痛通常會加重。
胃灼熱通常與胃酸逆流有關，且常因飲食而引發。躺下、彎腰、提重物和某些運動可能加重症狀。成因包括胃酸逆流、胃食道逆流病（GERD）、食道內膜損傷、膽汁酸刺激、食道機械性刺激以及食道過敏反應。約25%的人口每月至少會經歷一次胃灼熱。
內視鏡檢查和食道酸鹼值監測可用於評估胃灼熱。部分成因（如GERD）可能僅憑症狀即可診斷。胃灼熱的鑑別診斷可能包括蠕動障礙、潰瘍、食道炎和藥物副作用。改變生活方式（如減重和避免高脂食物）可改善症狀。輕度或偶發性胃灼熱可使用非處方藻酸鹽或制酸劑緩解。主要治療方式為抑制胃酸分泌的藥物，如H2受體阻抗劑（H2RAs）和質子泵抑制劑（PPIs）。

## 定義與症狀

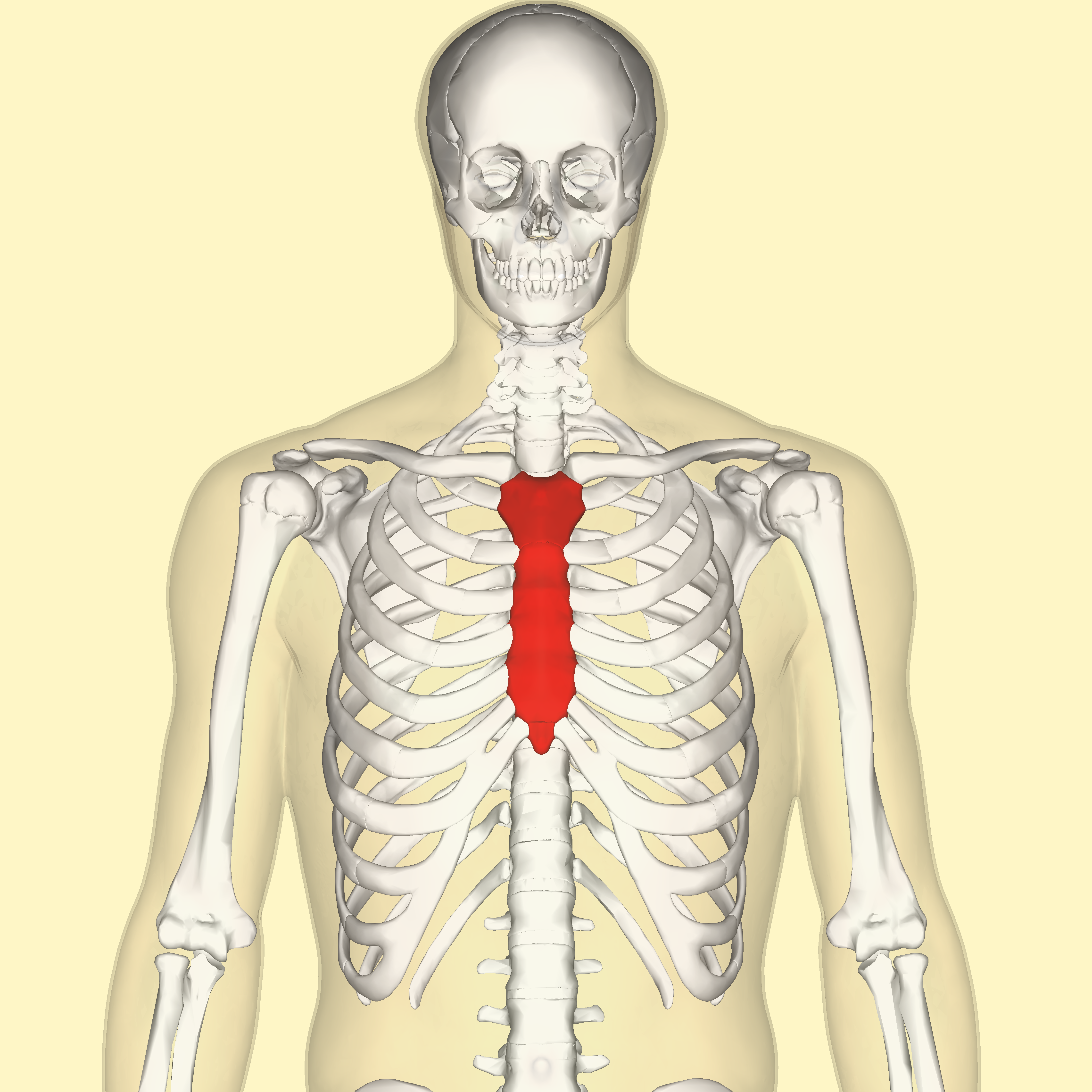
胃灼熱發生於胸骨後方（紅色標示區域）

胃灼熱是胸骨後方產生的灼燒感，可能向上延伸至喉嚨，並伴隨酸味，常與胃酸逆流或反芻有關。有時也稱為消化不良、胃酸過多、胃酸逆流或苦味打嗝。若每週出現兩天以上輕微症狀，或每週至少一次中度/嚴重症狀，即視為需治療的胃灼熱。
這種灼熱感常擴散至頸部、喉嚨或背部，多由飲食引發，尤其常見於進食後一小時內，特別是飽餐後。躺臥（尤其是飯後）會加重症狀，部分人發現右側臥時更嚴重。夜間胃灼熱可能影響睡眠與日常生活。增加腹壓的動作（如彎腰、提重物或特定運動）也可能引發症狀。研究顯示，壓力和睡眠不足可能加劇身體對症狀的敏感度。

## 鑑別診斷

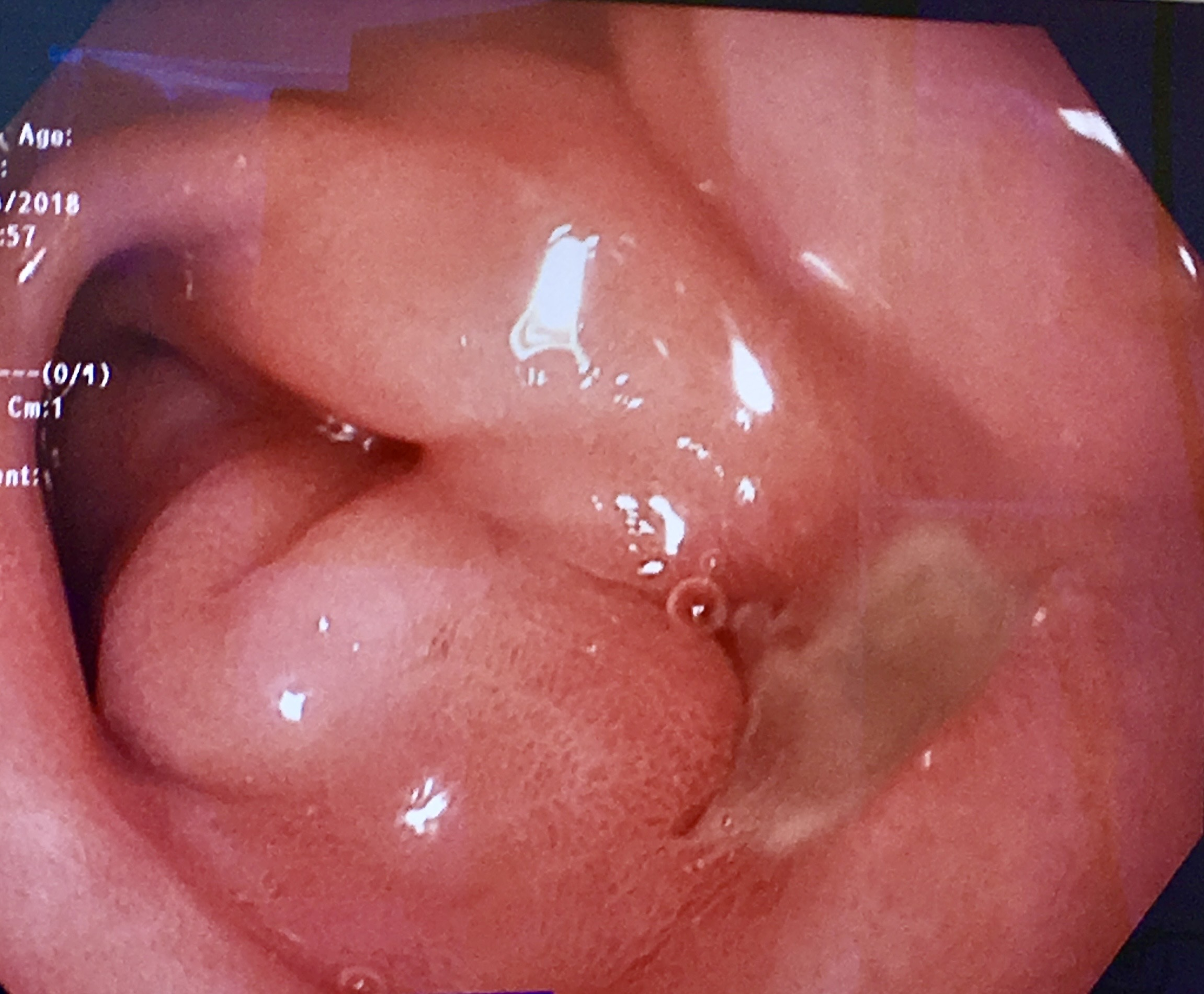
胃灼熱的鑑別診斷之一胃竇的消化性潰瘍

醫療人員用於區分相似疾病的鑑別診斷流程，可能包含：蠕動障礙（如食道弛緩不能和胃輕癱）、消化性潰瘍、功能性消化不良、心絞痛、嗜酸性食道炎、冠狀動脈疾病、功能性胃灼熱、蠕動異常、胃酸逆流；食道（食道炎）、胃（胃炎）、胰臟（胰臟炎）、膽囊（膽囊炎）和十二指腸（十二指腸炎）的發炎；食道癌、缺血性疼痛、食道裂孔疝氣、膽絞痛、胃癌、膽結石、胰臟癌、十二指腸潰瘍及腸繫膜淋巴腺炎。某些藥物也可能引發胃灼熱，如非類固醇抗炎藥、皮質類固醇、四環素類抗生素、雙磷酸鹽類、鈣離子通道阻斷劑、硝酸鹽、三環類抗抑鬱藥和抗膽鹼藥。

## 病理機制
胃灼熱的確切成因尚未完全明確，但可能涉及多重因素，包括化學刺激、食道受壓及痛覺過敏。
胃酸逆流是常見成因，但非唯一原因。1989年研究顯示，給予受試者酸性和鹼性溶液後，酸性溶液雖引發所有人胃灼熱，但鹼性溶液仍使逾40%受試者出現症狀。動態酸鹼值監測發現，僅少部分胃酸逆流會引發症狀。

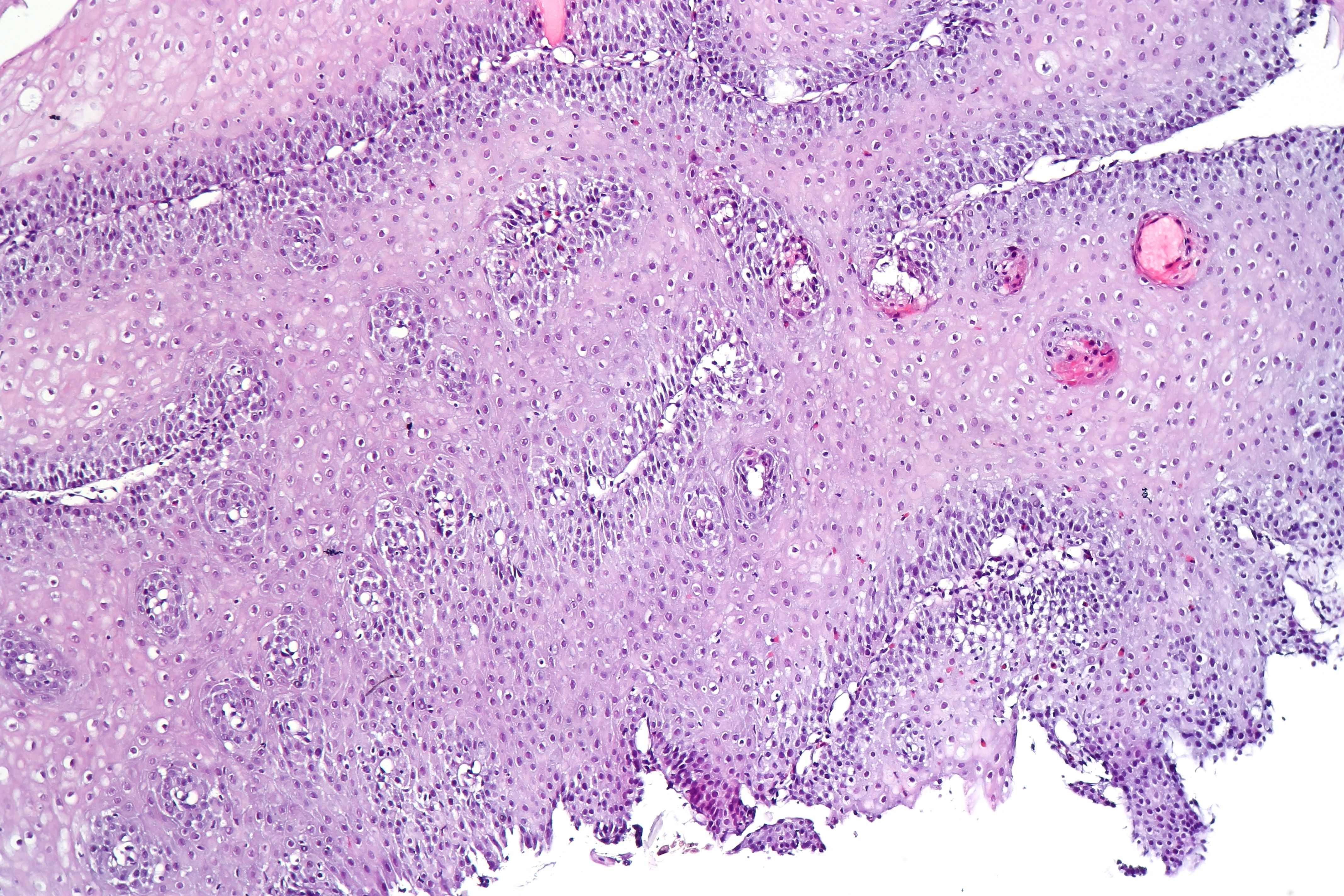
中度GERD患者的食道組織，顯示細胞間隙擴大

食道最深層的神經末梢與酸敏感離子通道通常受解剖屏障保護。但在胃食道逆流疾病（GERD）中，最早期的損傷徵兆是食道內膜出現擴大的細胞間隙（DISs），這些空隙會削弱保護屏障，使胃酸等物質滲入，進而激活痛覺神經，向大腦傳遞信號並產生灼熱感。
透過阻抗/酸鹼值聯合監測，可將食道逆流分為酸性（pH < 4）、弱酸性（pH 4–7）或非酸性（pH > 7）。未使用質子泵抑制劑（PPIs）時，症狀多與酸性逆流相關，但約15%案例涉及弱酸性逆流。逆流高度、低pH值、pH值驟降、逆流量大及酸清除速度慢等因素會增加症狀發生率。服用PPIs後若仍出現症狀，17–37%案例與非酸性（通常為弱酸性）逆流有關。
膽汁酸逆流至食道可能引發症狀，但其刺激較胃酸緩慢且輕微，機制被認為是膽汁損傷細胞膜並釋放細胞內介質。同步監測顯示，胃酸與膽汁逆流常同時發生。
機械性刺激可能是成因之一。食道氣球擴張術（尤其在上食道）可能誘發症狀，可能因上食道對壓力更敏感，且胃酸暴露會加劇此敏感度。
食道過敏反應在胃灼熱（特別是胃酸正常但患有GERD者）中扮演重要角色。氣球擴張研究顯示，這些人對機械壓力也更敏感，主因可能是大腦處理異常（中樞敏感化）而非食道受體問題。焦慮和心理壓力會透過腦部機制及可能弱化食道內膜（細胞間隙擴大），進一步加劇症狀感知。

## 診斷方法
評估胃灼熱的診斷工具包括內視鏡檢查和食道酸鹼值監測。GERD通常根據胃灼熱或反芻症狀診斷。對治療無效或出現警示症狀（如持續嘔吐、消化道出血、缺鐵性貧血、體重減輕、吞嚥困難/疼痛（吞嚥障礙、吞嚥痛）、上腹部腫塊、食道或胃癌家族史、50歲後新發症狀）者，需進行內視鏡檢查。

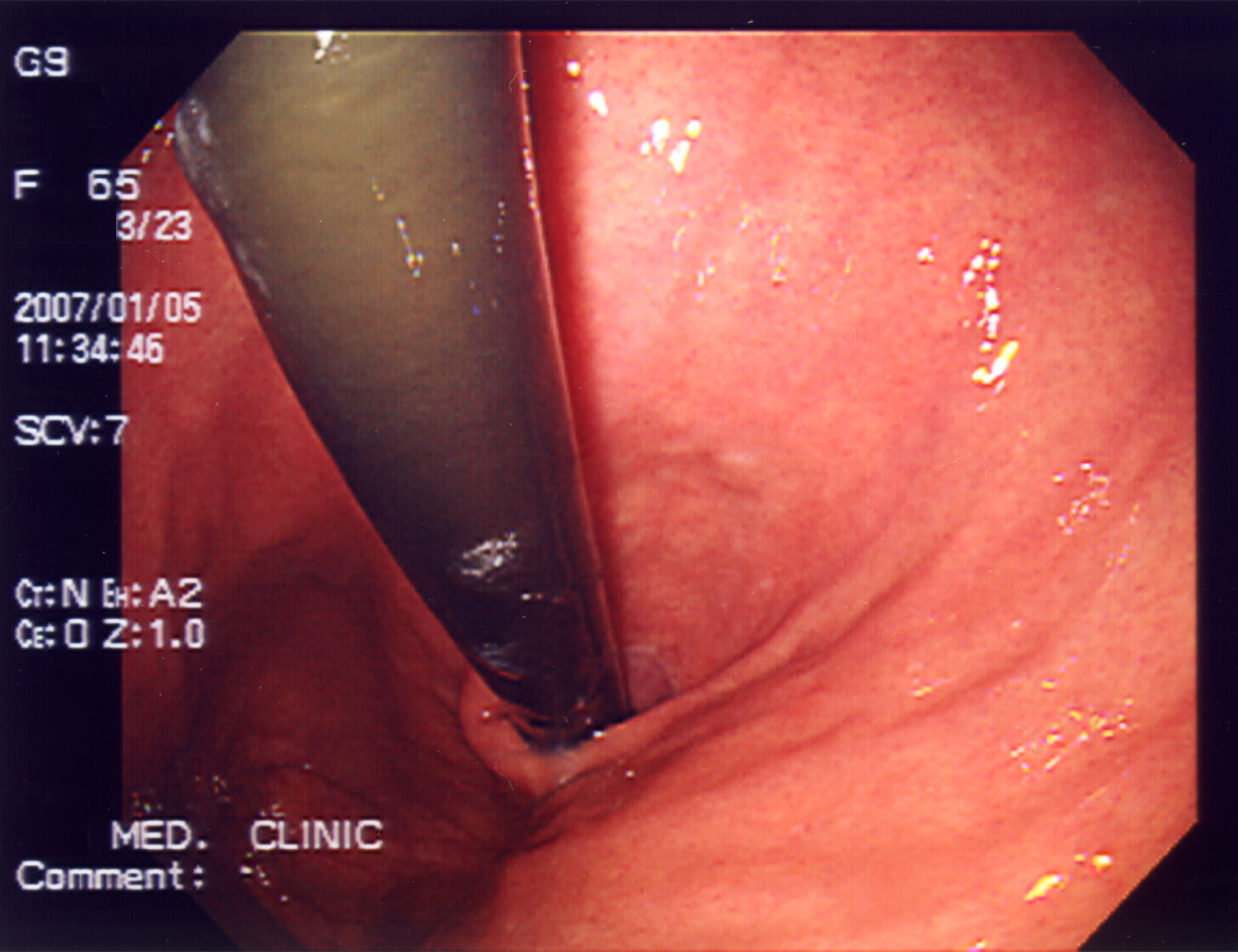
內視鏡可協助找出胃灼熱成因

內視鏡能檢測食道內膜異常（如糜爛性食道炎和巴瑞特氏食道）。切片檢查可評估其他相關疾病（如嗜酸性與淋巴性食道炎）。內視鏡檢查後仍持續症狀者，常進行24小時食道酸鹼值檢測或多通道腔內阻抗-pH檢測。高解析食道壓力檢測（HREM）是診斷蠕動障礙的標準工具，可排除內視鏡與酸鹼值檢測正常但持續症狀者的主要蠕動問題，如食道弛緩不能、食道胃接合處流出阻塞、瀰漫性食道痙攣、鐵鎚食道和無收縮力。HREM還能區分GERD與反芻、上消化道噯氣。部分案例會使用胃排空掃描檢測胃輕癱。
功能性胃灼熱是指胸骨後灼燒感類似GERD，但羅馬標準檢測（如逆流監測、壓力檢測或內視鏡）未發現胃酸逆流、食道蠕動障礙或黏膜損傷：
- 胸骨後灼燒感或疼痛
- 抑制胃酸治療無效
- 無GERD[d]或嗜酸性食道炎證據
- 無主要食道蠕動障礙[e]
- 確診需符合過去三個月內所有標準，且每週至少發作兩次、症狀始於診斷前六個月以上[33]。

## 治療
偶發性或輕微的胃灼熱通常無需治療。
改變生活方式（如減重、避免高脂/重口味/辛辣食物，尤其是睡前）可改善症狀。輕度或偶發性症狀可使用非處方藻酸鹽或制酸劑緩解。醫師可能建議停用加劇症狀的藥物，或開立PPIs進行四周療程。若發現幽門螺旋桿菌需加以治療。PPIs無效時，可改用H2受體阻抗劑。症狀改善後可逐步減藥。
雖有多種藥物可用，但抑制胃酸分泌的H2受體阻抗劑和PPIs最具實證基礎。功能性胃灼熱可能使用低劑量三環類抗抑鬱藥或選擇性血清素再吸收抑制劑。

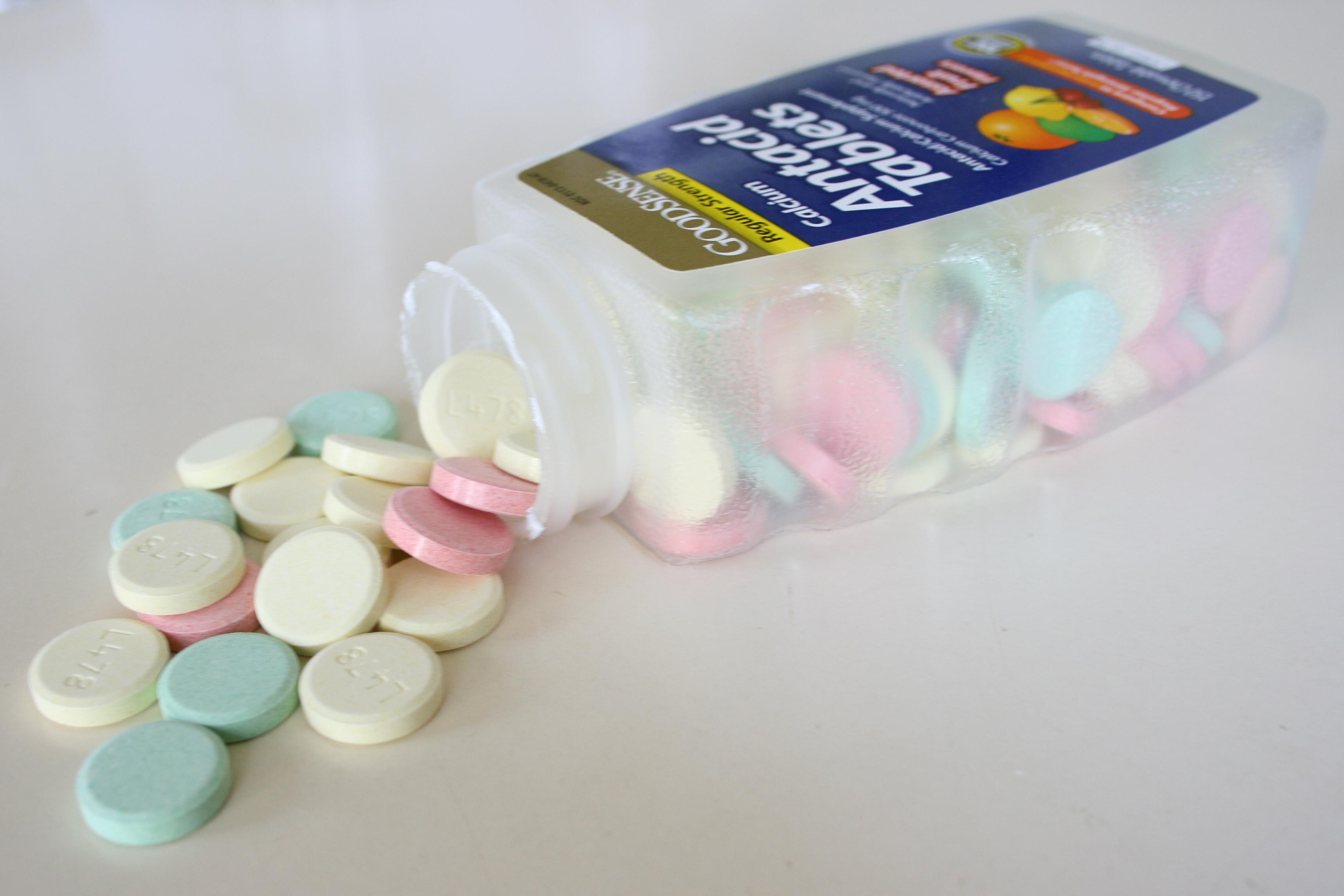
圖示的制酸劑可用於緩解胃灼熱

制酸劑（含氫氧化鋁、氫氧化鎂或碳酸鈣）能快速中和胃酸，適用於短期緩解，現多用於偶發性飯後症狀，在強效抑酸藥問世前更為普遍。藻酸鹽（源自海藻並搭配碳酸氫鈉或碳酸氫鉀）效果優於制酸劑，短期（四周）治療GERD時與PPIs相當，也可作為PPIs療效不全者的輔助治療，提升生活品質。H2受體阻抗劑透過阻斷胃壁細胞的組織胺受體抑制胃酸，藥效持續4至8小時，適用於輕度逆流或夜間輔助治療（因其對夜間胃酸控制較佳）。
PPIs透過抑制氫鉀ATP酶減少胃酸分泌，藥效長達16至18小時且不產生耐受性，但無法立即見效或根治逆流，僅降低逆流物酸性。鉀離子競爭性酸阻斷劑（P-CABs）是新型抑酸藥，同樣阻斷氫鉀ATP酶。其中伏諾拉生研究最充分，治療食道炎與預防復發效果與PPIs相當，嚴重案例甚至更優。但對非糜爛性逆流疾病患者，P-CABs療效未優於安慰劑，可能因此疾病包含多種潛在成因。
促動力藥通過改善肌肉運動與加速胃排空（部分GERD患者會減慢）來清除食道胃酸，常見如甲氧氯普胺、多潘立酮、莫沙必利、伊托必利和普盧卡必利。雖GERD可能屬蠕動問題，但此類藥物療效證據不足，通常僅作為PPIs無效者的附加治療。巴氯芬作為GABA激動劑，可減少下食道括約肌鬆弛（GERD主因之一），但應用極有限，僅考慮用於PPIs治療後仍持續症狀者。

## 流行病學
約25%人口每月至少經歷一次胃灼熱，12%每週一次。美國約6%人口受臨床顯著症狀影響。多數人未視其為嚴重問題，極少就醫。明尼蘇達州奧姆斯特德縣調查顯示，僅5.4%患者（症狀達中度且持續逾五年）過去一年曾就診。

## 歷史

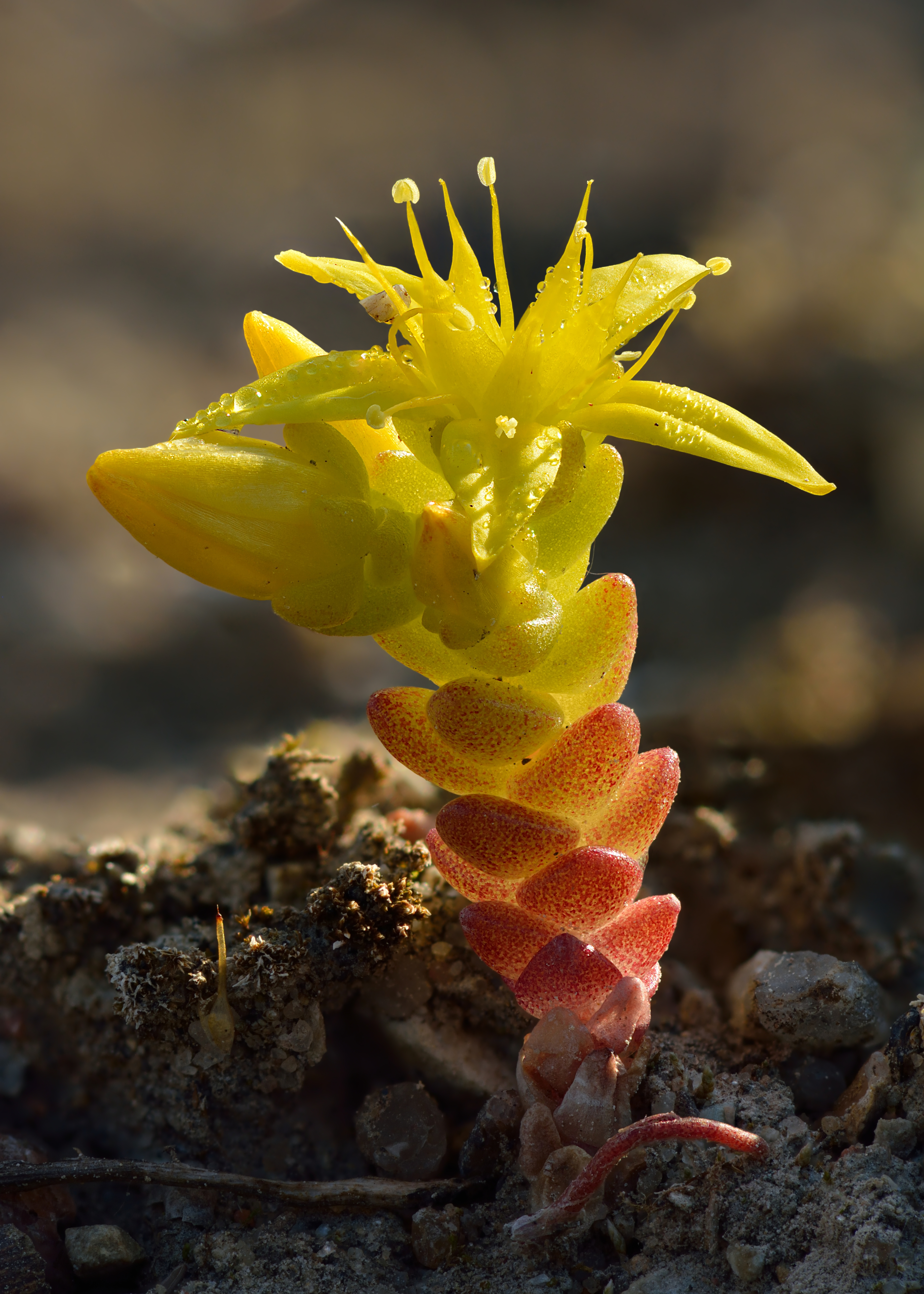
歷史用於治療胃灼熱的植物景天

胃灼熱最初被認為是強烈情緒（如憤怒或苦惱）的表徵。此觀點在1591年已受挑戰，當時"hartburning"一詞用於描述上腹不適。莎士比亞在劇作《理查三世》中描述為"王后親族與國王血脈間長期的勞碌與心燒"。1500至1700年代的記載包含"胃部尖銳酸痛、心燒"與"胃入口處劇烈啃咬痛"。1500至1800年代間，據傳有人使用景天、咀嚼綠茶及白堊或鎂鹽緩解症狀。
由於疼痛位於胸部且當時關注心臟，醫師最初認為症狀源自心臟而非食道，故採用"cardialgia"（心口痛）一詞。症狀也歸因於"劣質食物"攝取。
1700至1800年代間，多種術語描述胃酸逆流。1750年代英語字典定義"cardialgia"為「源自cardia（心臟或胃左入口）與-algia（疼痛），即胃入口或心燒之痛」。
歷史上"cardialgia"、"heartburn"、"pyrosis"、"dyspepsia"和"indigestion"常混用，直至1900年代才逐步區分。

## 妊娠期胃灼熱
妊娠期間胃灼熱發生率介於17%至45%之間。相關併發症罕見，因此通常無需上消化道內視鏡等檢查，僅憑症狀即可診斷。
妊娠期胃灼熱有多重成因。荷爾蒙變化（如黃體酮升高）會鬆弛平滑肌，降低胃部張力與蠕動，並減少下食道括約肌壓力。妊娠時該括約肌移入胸腔（壓力較低），使胃酸與食物更易逆流至食道，引發刺激與灼熱感。其他因素包含子宮壓迫胃部、體重增加、胃排空改變、小腸蠕動減緩或藥物影響。

## 引用文獻
- . Cleveland Clinic. 2023-08-31  [2025-03-30].
- Ali, Raja Affendi Raja; Hassan, Jamiyah; Egan, Laurence J. . BMC Gastroenterology (Springer Science and Business Media). December 2022, 22 (1): 219. ISSN 1471-230X. PMC 9066781 . PMID 35508989. doi:10.1186/s12876-022-02287-w .
- Argüero, Julieta; Sifrim, Daniel. . Nature Reviews Gastroenterology & Hepatology (Springer Science and Business Media). April 2024, 21 (4): 282–293. ISSN 1759-5045. PMID 38177402. doi:10.1038/s41575-023-00883-z.
- Barish, Charles F.; Castell, Donald O.; Richter, Joel E. . Digestive Diseases and Sciences (Springer Science and Business Media). December 1986, 31 (12): 1292–1298. ISSN 0163-2116. PMID 3803130. doi:10.1007/BF01299805.
- Basnayake, Chamara; Geeraerts, Annelies; Pauwels, Ans; Koek, Ger; Vaezi, Michael; Vanuytsel, Tim; Tack, Jan. . Alimentary Pharmacology & Therapeutics (Wiley). September 2021, 54 (6): 755–778  [March 3, 2025]. ISSN 0269-2813. PMID 34313333. doi:10.1111/apt.16533 .
- Benson, Brian; Din-Lovinescu, Corina; Farooq, Muhammad. . . Springer International Publishing. 2020: 61–70. ISBN 978-3-030-48889-5. doi:10.1007/978-3-030-48890-1_8.
- Buchan, Jessica. . . Wiley. May 2, 2016: 170–176. ISBN 978-1-394-32213-8. doi:10.1002/9781394322138.ch19.
- Cook, Chad E.; Décary, Simon. . Brazilian Journal of Physical Therapy (Elsevier). January 2020, 24 (1): 1–7. ISSN 1413-3555. PMC 6994315 . PMID 30723033. doi:10.1016/j.bjpt.2019.01.010 .
- DeVault, Kenneth R. . . Wiley. September 2, 2016: 46–51. ISBN 978-1-118-82906-6. doi:10.1002/9781119127437.ch8.
- Domingues, Gerson; Moraes-Filho, Joaquim Prado P.; Fass, Ronnie. . Digestive Diseases and Sciences (Springer Science and Business Media). March 2018, 63 (3): 577–582. ISSN 0163-2116. PMID 29352757. doi:10.1007/s10620-018-4927-5.
- Fass, Ronnie; Boeckxstaens, Guy E.; El-Serag, Hashem; Rosen, Rachel; Sifrim, Daniel; Vaezi, Michael F. . Nature Reviews Disease Primers (Springer Science and Business Media). July 29, 2021, 7 (1): 55  [2025-03-30]. ISSN 2056-676X. PMID 34326345. doi:10.1038/s41572-021-00287-w .
- Garg, Vandana; Narang, Prashant; Taneja, Ritu. . Journal of International Medical Research (SAGE Publications). March 2022, 50 (3): 1–22. ISSN 0300-0605. PMC 8966100 . PMID 35343261. doi:10.1177/03000605221086457 .
- Modlin, Irvin M; Kidd, Mark; Lye, Kevin D. . Gastrointestinal Endoscopy Clinics of North America (Elsevier). 2003, 13 (1): 19–55  [March 9, 2025]. ISSN 1052-5157. PMID 12797425. doi:10.1016/S1052-5157(02)00104-6.
- Fass, Ronnie; Zerbib, Frank; Gyawali, C. Prakash. . Gastroenterology (Elsevier). June 2020, 158 (8): 2286–2293  [March 9, 2025]. ISSN 0016-5085. PMID 32017911. doi:10.1053/j.gastro.2020.01.034.
- Makowsky, Mark. . . Springer International Publishing. 2019: 107–120. ISBN 978-3-030-11774-0. doi:10.1007/978-3-030-11775-7_9.
- Patel, Dhyanesh; Fass, Ronnie; Vaezi, Michael. . Clinical Gastroenterology and Hepatology (Elsevier). July 2021, 19 (7): 1314–1326  [March 2, 2025]. ISSN 1542-3565. PMID 32246998. doi:10.1016/j.cgh.2020.03.057 .
- Poitras, P.; Bouin, M. . . Springer International Publishing. 2022: 307–310. ISBN 978-3-030-98380-2. doi:10.1007/978-3-030-98381-9_9.
- Rameau, Anaïs; Mudry, Albert. . International Journal of Pediatric Otorhinolaryngology (Elsevier). October 2020, 137. ISSN 0165-5876. PMID 32658809. doi:10.1016/j.ijporl.2020.110214. 已忽略未知参数|article-number= (帮助)
- Roman, Sabine. . . Elsevier. 2020: 225–236. ISBN 978-0-12-813037-7. doi:10.1016/b978-0-12-813037-7.00015-7.
- . Rome Foundation. February 7, 2025  [March 6, 2025].
- Savarino, Vincenzo; Marabotto, Elisa; Zentilin, Patrizia; De Bortoli, Nicola; Visaggi, Pierfrancesco; Furnari, Manuele; Bodini, Giorgia; Giannini, Edoardo; Savarino, Edoardo. . Expert Opinion on Drug Safety (Informa UK Limited). July 21, 2023, 22 (8): 643–652. ISSN 1474-0338. PMID 37477199. doi:10.1080/14740338.2023.2238592.
- Smith, J. L.; Opekun, A. R.; Larkai, E.; Graham, D. Y. . Gastroenterology (Elsevier). February 1989, 96 (3): 683–689  [March 9, 2025]. ISSN 0016-5085. PMID 2914634. doi:10.1016/S0016-5085(89)80065-4.
- Spechler, Stuart Jon. . Gastrointestinal Endoscopy Clinics of North America (Elsevier). April 2020, 30 (2): 343–359. ISSN 1052-5157. PMID 32146950. doi:10.1016/j.giec.2019.12.003.
- Spechler, Stuart Jon; Souza, Rhonda F. . Current Treatment Options in Gastroenterology (Springer Science and Business Media). March 2021, 19 (1): 134–152. ISSN 1092-8472. doi:10.1007/s11938-020-00327-6.
- Stein, Peter H. . . Springer International Publishing. 2020: 209–213. ISBN 978-3-030-48889-5. doi:10.1007/978-3-030-48890-1_23.
- Sawada, Akinari; Sifrim, Daniel; Fujiwara, Yasuhiro. . Gut and Liver (The Editorial Office of Gut and Liver). November 15, 2023, 17 (6): 831–842. ISSN 1976-2283. PMC 10651372 . PMID 36588526. doi:10.5009/gnl220373 .
- Vazquez, Juan C. . BMJ Clinical Evidence (BMJ). September 8, 2015, 2015: 1411. ISSN 1752-8526. PMC 4562453 . PMID 26348641.
- Zikos, Thomas A.; Clarke, John O. . Current Gastroenterology Reports (Springer Science and Business Media). September 2020, 22 (9): 43. ISSN 1522-8037. PMID 32651702. doi:10.1007/s11894-020-00780-4.

## 延伸閱讀
- Miwa, Hiroto; Kondo, Takashi; Oshima, Tadayuki. . Current Opinion in Gastroenterology (Ovid Technologies). July 2016, 32 (4): 344–352. ISSN 0267-1379. PMID 27206157. doi:10.1097/MOG.0000000000000282.
- Vordenberg, Sarah E. . JAMA (American Medical Association). October 17, 2023, 330 (15): 1499. ISSN 0098-7484. PMID 37773509. doi:10.1001/jama.2023.16280 .

## 外部連結
- . Cleveland Clinic. August 22, 2023.
- . Mayo Clinic. May 13, 2022.